# غار سه وله
اشکفت سه وله در شهرستان گچساران، بخش مرکزی، دهستان لیشتر، روستای خیرآباد، ۵۰۰ متری پل خیرآّباد واقع شده و این اثر در تاریخ ۱۳ آبان ۱۳۸۶ با شمارهٔ ثبت ۱۹۷۵۲ به‌عنوان یکی از آثار ملی ایران به ثبت رسیده است.